# Tuban (Regierungsbezirk)
Tuban ist ein indonesischer Regierungsbezirk (Kabupaten) in der Provinz Jawa Timur, im Nordosten der Insel Java. Ende 2021 leben hier circa 1,2 Millionen Menschen. Die Hauptstadt befindet sich in der Stadt Tuban.

## Geographie
Der Regierungsbezirk liegt in einem strategisch wichtigen Gebiet an der Grenze zwischen Ostjava und Zentraljava, durch das die Hauptverkehrsstraße (Jalan Nasional Daendels) entlang der Nordküste Javas (Pantura) führt. Er erstreckt sich zwischen 111°30′ und 112°35′ ö. L. sowie 6°40′ - 7°18′ s. Br. Er grenzt im Westen an die Provinz Zentraljava (Regierungsbezirk Rembang im Nordwesten, Regierungsbezirk Blora im Südwesten). Des Weiteren hat er im Süden Bojonegoro und im Osten Lamongan als Nachbarn. Die Javasee bildet mit ihrer Küste im Norden des Kabupaten eine natürlich Grenze (ca. 65 km).
Im Mittelalter war Tuban der Haupthafen von Majapahit und ein Zentrum der Islamisierung der Insel.

## Verwaltungsgliederung
Administrativ gliedert sich Tuban in 20 Distrikte (Kecamatan). Diese werden in 328 Dörfer eingeteilt, davon 17 städtischen Typs (Kelurahan). Darüber hinaus existieren noch 929 Dusun (Ortschaften) und 1734 Rukun Warga (RW, Weiler).
| Code 1   | Kecamatan Distrikt | Ibu Kota Verwaltungssitz | Fläche (km²) | Einwohner Census 2010 2 | Volkszählung 2020 | Volkszählung 2020 | Volkszählung 2020 | Anzahl der | Anzahl der |
| Code 1   | Kecamatan Distrikt | Ibu Kota Verwaltungssitz | Fläche (km²) | Einwohner Census 2010 2 | Einwohner 3       | 0Dichte 40        | Sex Ratio 5       | Desa 6     | Kel. 7     |
| -------- | ------------------ | ------------------------ | ------------ | ----------------------- | ----------------- | ----------------- | ----------------- | ---------- | ---------- |
| 35.23.01 | Kenduruan          | Kenduruan                | 85,73        | 26.317                  | 28.343            | 330,6             | 101,5             | 9          | –          |
| 35.23.02 | Jatirogo           | Jatirogo                 | 111,98       | 52.564                  | 55.534            | 495,9             | 100,8             | 18         | –          |
| 35.23.03 | Bangilan           | Bangilan                 | 77,27        | 43.477                  | 48.052            | 621,9             | 100,4             | 14         | –          |
| 35.23.04 | Bancar             | Bancar                   | 112,36       | 54.965                  | 58.241            | 518,3             | 99,6              | 24         | –          |
| 35.23.05 | Senori             | Senori                   | 78,39        | 38.373                  | 41.653            | 531,4             | 100,8             | 12         | –          |
| 35.23.06 | Tambakboyo000      | Tambakboyo               | 72,97        | 38.529                  | 42.137            | 577,5             | 100,1             | 18         | –          |
| 35.23.07 | Singgahan          | Singgahan                | 79,05        | 39.193                  | 41.345            | 523,0             | 100,7             | 12         | –          |
| 35.23.08 | Kerek              | Kerek                    | 136,55       | 64.471                  | 67.163            | 491,9             | 97,7              | 17         | –          |
| 35.23.09 | Parengan           | Parengan                 | 114,45       | 51.546                  | 53.603            | 468,4             | 99,9              | 18         | –          |
| 35.23.10 | Montong            | Montong                  | 147,98       | 51.300                  | 53.343            | 360,5             | 102,2             | 13         | –          |
| 35.23.11 | Soko               | Soko                     | 96,88        | 78.667                  | 83.814            | 865,1             | 100,8             | 23         | –          |
| 35.23.12 | Jenu               | Jenu                     | 81,61        | 50.163                  | 55.363            | 678,4             | 100,1             | 17         | –          |
| 35.23.13 | Merakurak          | Merakurak                | 103,77       | 54.293                  | 58.781            | 566,5             | 99,4              | 19         | –          |
| 35.23.14 | Rengel             | Rengel                   | 58,52        | 56.388                  | 59.306            | 1013,4            | 100,9             | 16         | –          |
| 35.23.15 | Semanding          | Semanding                | 120,99       | 101.336                 | 114.136           | 943,4             | 97,7              | 15         | 2          |
| 35.23.16 | Tuban              | Tuban                    | 21,29        | 81.982                  | 84.542            | 3971,0            | 97,0              | 3          | 14         |
| 35.23.17 | Plumpang           | Plumpang                 | 86,52        | 74.206                  | 78.147            | 903,2             | 100,2             | 18         | –          |
| 35.23.18 | Palang             | Palang                   | 72,70        | 76.875                  | 86.743            | 1193,2            | 100,0             | 18         | 1          |
| 35.23.19 | Widang             | Widang                   | 107,14       | 47.413                  | 48.726            | 454,8             | 100,4             | 16         | –          |
| 35.23.20 | Grabagan           | Grabagan                 | 73,79        | 36.406                  | 39.040            | 529,1             | 100,7             | 11         | –          |
| 35.23    | Kab. Tuban         | Tuban                    | 1.839,94     | 1.118.464               | 1.198.012         | 651,1             | 99,8              | 311        | 17         |

## Demographie
Ende 2021 lebten in Tuban 1.223.418 Menschen, davon 611.145 Frauen und 612.273 Männer. Die Bevölkerungsdichte betrug 620,1 Einwohner pro Quadratkilometer. 99,37 Prozent der Einwohner waren Muslime. Protestanten waren mit 0,43 % und Katholiken mit 0,14 % vertreten. Außerdem existierten noch kleine Minderheiten von Hindus, Buddhisten und Konfuzianern.
Von der Gesamtbevölkerung waren 54,21 Prozent verheiratet, 38,31 Prozent noch ledig, 5,25 Prozent verwitwet und 2,23 Prozent geschieden.